# ジョン・モシュー
ジョン・モシュー（John Lesiba Moshoeu、1965年12月18日 - 2015年4月21日）は、南アフリカの元サッカー選手。元南アフリカ代表。ポジションはミッドフィールダー。

## 来歴
1993年に南アフリカ代表デビュー。自国開催となったアフリカネイションズカップ1996では全6試合に出場し4得点をあげ、チームも優勝した。アフリカネイションズカップ1998にも全6試合に出場、準優勝した南アフリカとして初の出場となった1998 FIFAワールドカップではグループステージ全3試合に出場した。2004年までに73試合に出場、8得点をあげた。

## 代表歴

### 出場大会
- 南アフリカ代表
  - 1998 FIFAワールドカップ

### 試合数
- 国際Aマッチ 73試合 8得点（1993年-2004年）[1]

| 南アフリカ代表 | 国際Aマッチ | 国際Aマッチ |
| 年             | 出場        | 得点        |
| -------------- | ----------- | ----------- |
| 1993           | 8           | 1           |
| 1994           | 7           | 0           |
| 1995           | 2           | 0           |
| 1996           | 11          | 5           |
| 1997           | 11          | 0           |
| 1998           | 12          | 0           |
| 1999           | 5           | 1           |
| 2000           | 5           | 0           |
| 2001           | 5           | 0           |
| 2002           | 0           | 0           |
| 2003           | 3           | 1           |
| 2004           | 4           | 0           |
| 通算           | 73          | 8           |